# Snowdenia mutica
Snowdenia mutica är en gräsart som först beskrevs av Ferdinand von Hochstetter, och fick sitt nu gällande namn av Pilg.. Snowdenia mutica ingår i släktet vimpelgrässläktet, och familjen gräs. Inga underarter finns listade i Catalogue of Life.